# Герб Лікіно-Дульово
Місто Лікіно-Дульово Оріхово-Зуєвського району Московської області Росії має власні символи – герб та прапор.

## Опис
У гербі Лікіно-Дульово представлені символи місто утворюючих підприємств Лікінського автобусного заводу, Дульовського порцелянового заводу, Лікінської мануфактури та Дульовського заводу фарб.
Герб міста являє собою щит розділений на чотири частини золотим хрестом
В першому срібному куті – золоте крилате колесо (символ ЛіАЗу), у другому – блакитному куті – срібний сокіл (символ Дульовської порцеляни), у третьому, блакитному – два золотих ромба (символ Лікінської мануфактури), у четвертому, срібному куті – золоте сонце з різнокольоровими променями (символ заводу фарб).

## Історія
Герб міста Лікіно-Дульово був затверджений 10 вересня 1997 року та внесений у Геральдичний реєстр РФ під №198. У розробці гербу взяв участь Союз геральдистів Росії.